# Diciannove
Diciannove (ital. für „Neunzehn“) ist ein Filmdrama von Giovanni Tortorici. Der halb-autobiografische Film mit Manfredi Marini in der Hauptrolle als zielloser 19-Jähriger ist eine italienisch-britische Koproduktion und feierte Ende August 2024 bei den Internationalen Filmfestspielen von Venedig seine Premiere. Ende Februar 2025 kam der Film   in die italienischen Kinos.

## Handlung
Der 19-jährige Leonardo Gravina verlässt im Jahr 2015 seine Heimatstadt Palermo, um zu seiner Schwester Arianna und ihrer Mitbewohnerin Grazia nach London zu ziehen und dort eine Wirtschaftsschule zu besuchen. Stattdessen geht er jedoch in Clubs, trinkt zu viel und schafft es nicht einmal bei seiner Schwester in der Wohnung Ordnung zu halten. Leonardos anfängliche Euphorie lässt schnell nach, und daher schreibt er sich an der Universität von Siena ein, um dort Literatur zu studieren.
Der junge Mann verliebt sich in die Stadt. Da er seinen Literaturprofessor jedoch unerträglich findet, bricht er auch hier das Studium ab und beschließt, sich ganz den italienischen „bella-lingua“-Klassikern zu widmen. Insbesondere Schriftsteller wie der Jesuitenautor Daniello Bartoli aus dem 17. Jahrhundert haben es ihm angetan. Er liest auch Pietro Giordani und Giacomo Leopardi, schaut sich im Internet Nacktbilder von Justin Bieber an und telefoniert regelmäßig mit seiner Mutter.
Leonardo verbringt seine Zeit meist allein in seinem Zimmer. Er meldet sich bei einer Dating-App an und liest ein paar Angebote von Männern durch. Für einen 15-Jährigen entwickelt er ein besonderes Interesse und beginnt, den Jungen im Internet zu stalken.

## Produktion

### Filmstab
Regie führte Giovanni Tortorici, der auch das Drehbuch schrieb. Es handelt sich bei Diciannove um sein Spielfilmdebüt. Der Film ist halb- autobiografisch. Tortorici wurde 1996 geboren und ist damit ein Kind der Generation Y. Zu den Produzenten zählen Luca Guadagnino und Marco Morabito für deren Film Bones and All Tortorici tätig war. Zudem arbeitete er als Produktionsassistent für Guadagninos Fernsehserie We Are Who We Are. Tortoricis Filmeditor Marco Costa war ebenfalls für Bones and All tätig und einige weitere Filme von Guadagnino.

### Besetzung und Dreharbeiten

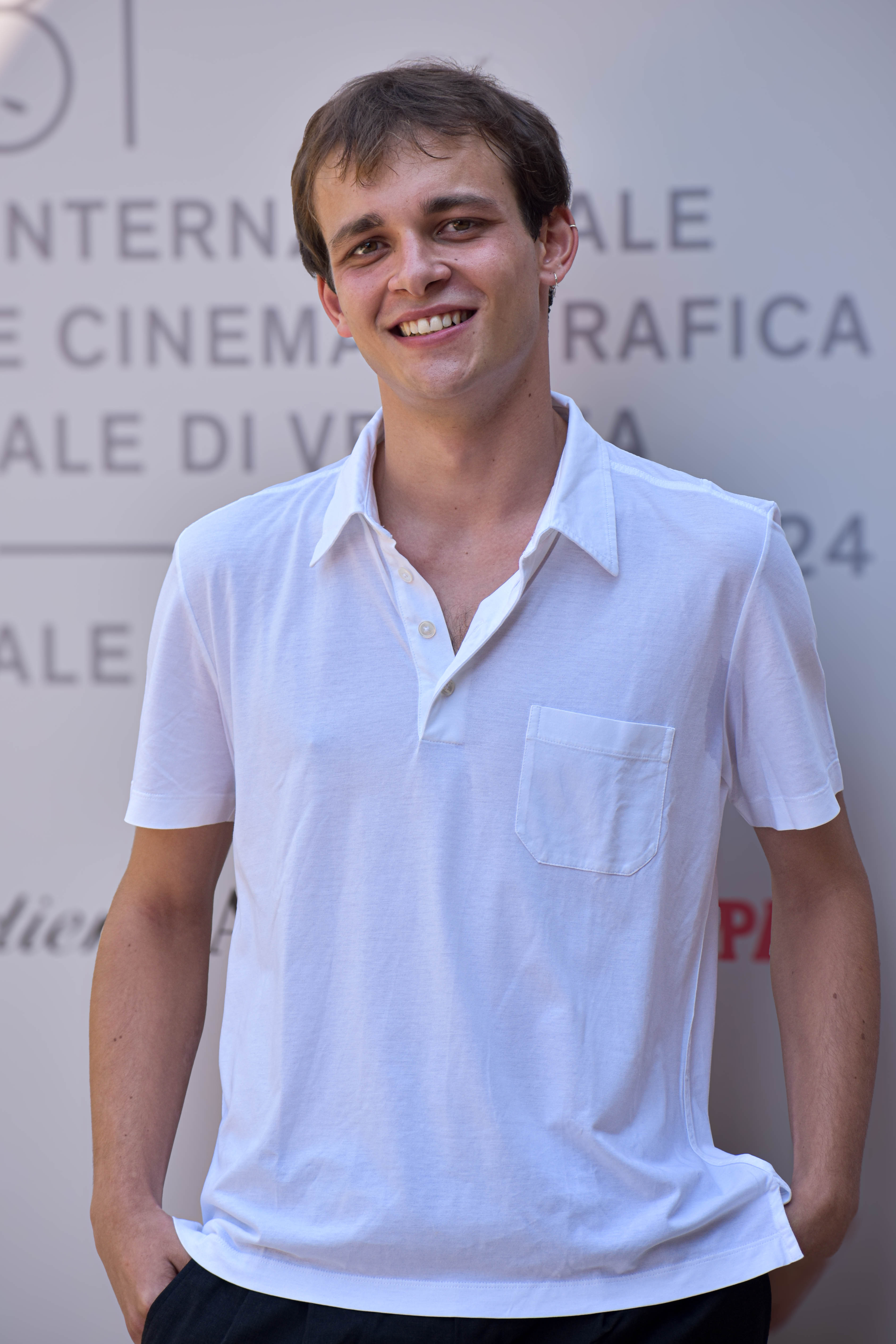
Manfredi Marini spielt den 19-jährigen Leonardo

Manfredi Marini spielt den 19-jährigen Protagonisten Leonardo Gravina. Auf dieses Alter bezieht sich auch der Titel des Films. „Diciannove“ ist das italienische Wort für Neunzehn. Es handelt sich um Marinis Debüt als Filmschauspieler. Die Journalistin Maria Pia Ferlazzo spielt Leonardos Mutter. In weiteren Rollen sind Zackari Delmas und Vittoria Planeta zu sehen. Sie spielt Leonardos Schwester Arianna. Dana Giuliano ist in der Rolle ihrer Mitbewohnerin Grazia zu sehen.
Die Dreharbeiten fanden von Anfang Mai bis Mitte Juni 2023 in Siena, Palermo, Mailand und London statt. In Siena drehte man unter anderem vor der Kulisse des Stadtmuseums, des Doms, der Santa Maria della Scala, der Chigiana und in der dortigen Universität. Kameramann Massimiliano Kuveiller verwendete für die Aufnahmen 35-mm-Filmmaterial. In der Vergangenheit arbeitete Kuveiller für mehrere Kurzfilme und Fernsehserien und als zweiter Kameramann für Filme wie Finalmente l’alba von Sayombhu Mukdeeprom und Come può uno scoglio von Gennaro Nunziante.

### Veröffentlichung
Der Film feierte am 30. August 2024 bei den Internationalen Filmfestspielen von Venedig seine Premiere. Im September 2024 wurde er beim Toronto International Film Festival vorgestellt und im Oktober 2024 beim London Film Festival. Ende September, Anfang Oktober 2024 wurde er beim Filmfest Hamburg gezeigt und Ende Oktober 2024 bei der Viennale. Ende Januar, Anfang Februar 2025 erfolgten Vorstellungen beim Göteborg International Film Festival. Am 27. Februar 2025 kam der Film in die italienischen Kinos. Im April 2025 wird er beim Lichter Filmfest vorgestellt. Ende April, Anfang Mai 2025 wird er beim Atlanta Film Festival gezeigt.

## Rezeption

### Kritiken

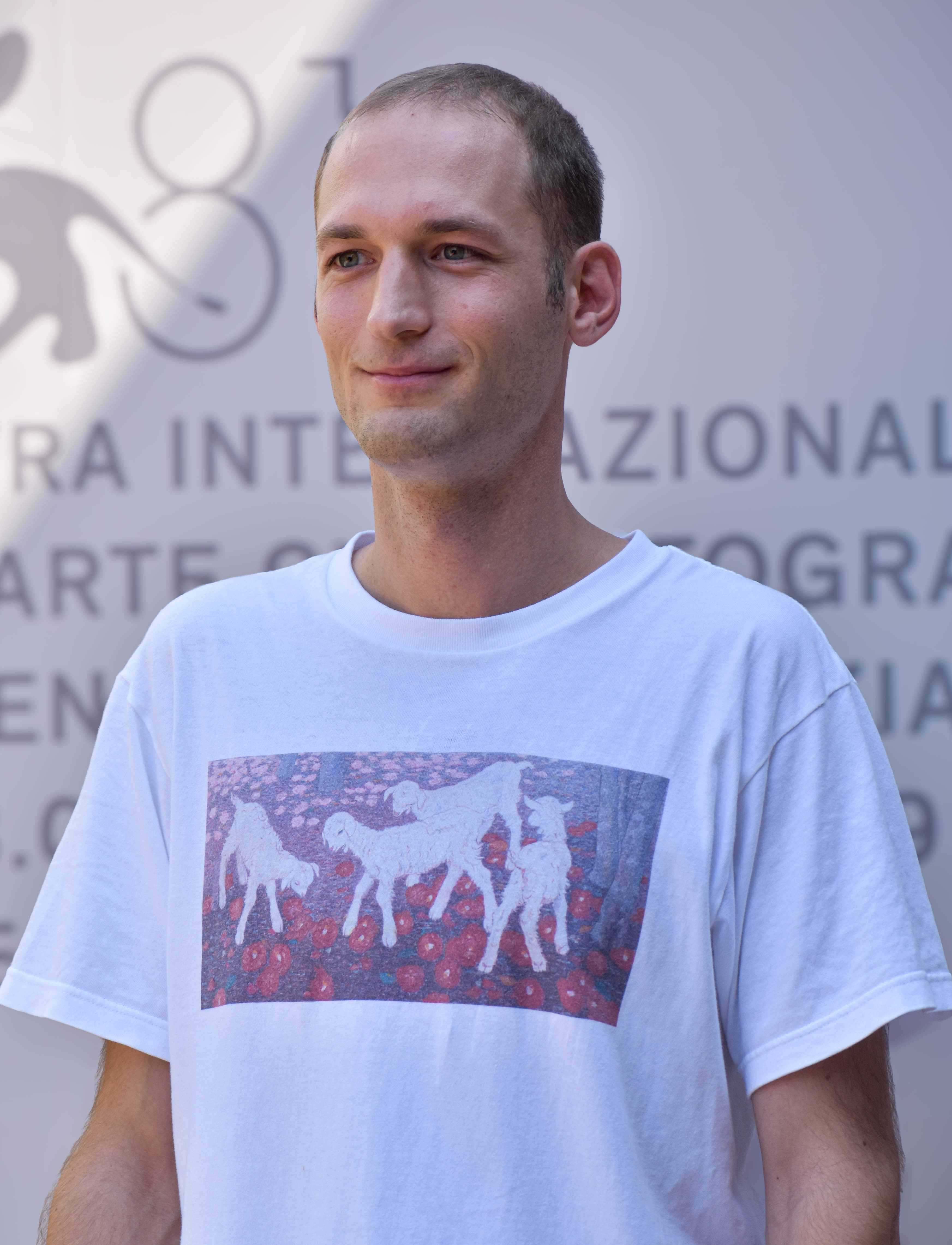
Regisseur Giovanni Tortorici

Jordan Mintzer von The Hollywood Reporter schreibt in seiner Kritik, Diciannove sei schonungslos ehrlich, wenn es darum geht, wie es ist, 19 Jahre alt und größtenteils völlig verloren zu sein. Regisseur Giovanni Tortoricis Beharren darauf, dieses Gefühl einzufangen und dabei die üblichen narrativen Klischees zu vermeiden, mache seinen Film sowohl faszinierend als auch etwas undurchdringlich. Es sei schwer zu verstehen, was Leonardo will, weil er es selbst nicht zu wissen scheine. In gewisser Weise führe Tortorici mit Diciannove eine Tradition italienischer Kunstfilme fort, darunter Federico Fellinis I Vitelloni und Pier Paolo Pasolinis Accattone, die von desillusionierten Jugendlichen handeln, die einer verlorenen Generation angehören.

### Auszeichnungen
Brussels International Film Festival 2025
- Nominierung in der Directors’ Week
- Auszeichnung mit dem European Youth Jury Prize (Giovanni Tortorici)[19][20]

Filmfest Hamburg 2024
- Auszeichnung mit dem NDR-Nachwuchspreis für Langfilmdebüts (Giovanni Tortorici)[21]

Internationale Filmfestspiele von Venedig 2024
- Nominierung für den Venice Horizons Award (Giovanni Tortorici)
- Nominierung für den Queer Lion (Giovanni Tortorici)[2][22]